# Hucisko (rejon tarnopolski)
Hucisko – wieś na Ukrainie w rejonie tarnopolskim należącym do obwodu tarnopolskiego.
Znajduje tu się przystanek kolejowy Hucisko, położony na linii Tarnopol – Stryj.

## Historia
Ihor Duda, ukraiński (łemkowski) historyk sztuki, działacz społeczny, organizował festiwal kultury łemkowskiej „Watra”, który  po raz pierwszy i drugi odbył we wsi Hucisko w latach 1999 i 2000, a od 2001 nazywa się „Dzwony Łemkiwszczyny” i odbywa się w uroczysku „Byczowa” nieopodal Monasterzysk.
Do 2020 w rejonie brzeżańskim.